# Gammaroporeia alaskensis
Gammaroporeia alaskensis är en kräftdjursart som först beskrevs av Edward Lloyd Bousfield och Hubbard 1968.  Gammaroporeia alaskensis ingår i släktet Gammaroporeia och familjen Gammaroporeiidae. Inga underarter finns listade i Catalogue of Life.